# Pentium Pro
De Pentium Pro is een zesde-generatie x86 architectuur microprocessor, door Intel gepland om de originele Pentium te vervangen in een volledig spectrum van toepassingen, maar later teruggebracht tot een meer beperkte rol als een server en high-end desktop chip. De Pentium Pro werd geïntroduceerd in november 1995 en is in 1998 opgevolgd door de Xeon.

## Nieuwe eigenschappen
- Mogelijkheid tot quad-processor configuratie
- On-die Level 2 cache-geheugen — De secundaire cache was geïntegreerd in de CPU transistoren. Hierdoor was het veel sneller benaderbaar. De keerzijde was dat er door de toegenomen complexiteit meer productie-uitval was waardoor de Pentium Pro erg duur was. Bij de opvolger (de Pentium II) werd daarom aanvankelijk gekozen om de secundaire cache niet meer met de processor te integreren.
- Out-of-order executie — De Pentium Pro was in staat om van elkaar onafhankelijke instructies in een andere volgorde uit te voeren. Als de processor bijvoorbeeld moest wachten op gegevens uit het geheugen, voerde hij alvast de daaropvolgende instructie uit.
- Speculatieve executie — Als gevolg van de out-of-order executie kan het voorkomen dat 'alvast' uitgevoerde instructie helemaal niet uitgevoerd had moeten worden. Dit kan als de voorgaande instructie (die dus nog niet is uitgevoerd) er in resulteert dat er een sprong wordt gemaakt (bijvoorbeeld door een lus of if-statement). De Pentium Pro beschikte daarom over eenheden die de programma-flow probeerden te voorspellen (Branch Prediction).
- RISC en μ-ops — De instructieset van Intel processoren werd steeds complexer. Andere fabrikanten kwamen met RISC processoren, die veel beter presteerden. De Pentium Pro werd daarom ook RISC gemaakt. Maar de processor moest natuurlijk wel compatible blijven met zijn voorgangers. Daarom werden de traditionele (CISC) instructies intern eerst vertaald in één of meerdere μ-ops. Deze werden dan intern op RISC-achtige wijze verwerkt.